# 有賀剛
有賀剛 (あるが ごう、1983年11月3日 - ) は、山梨県甲州市 (旧塩山市) 出身の元ラグビー選手。現在ジャパンラグビーリーグワン静岡ブルーレヴズのアシスタントコーチを務めている。ポジションはフルバック (FB)、センター (CTB)。中学時代に水泳で全国大会出場経験あり。日川高校で3年連続全国大会進出、姉が2人いる。
父の有賀健も元日本代表。

## プロフィール
- 身長175cm
- 体重84kg
- 愛称はGO。
- 7人制日本代表
- U19・23日本代表
- 2006年11月日本代表入り
- 2007年日本代表としてワールドカップ出場
- 日本代表キャップは18。（2015年10月現在）
- 親子2代に渡っての代表選出は日本ラグビー史上初。

## 経歴
- 1999年～2002年:山梨県立日川高等学校ラグビー部
- 2002年～2006年:関東学院大学ラグビー部
- 2006年～2017年:サントリーサンゴリアス[1]
- 2017年～2021年:サントリーサンゴリアスのアシスタントコーチ[2]
- 2021年～2024年:静岡ブルーレヴズのアシスタントコーチ[3]
- 2024年～:リコーブラックラムズ東京のアシスタントコーチ[4]